# Muhammad Shah (Mogolkeizer)

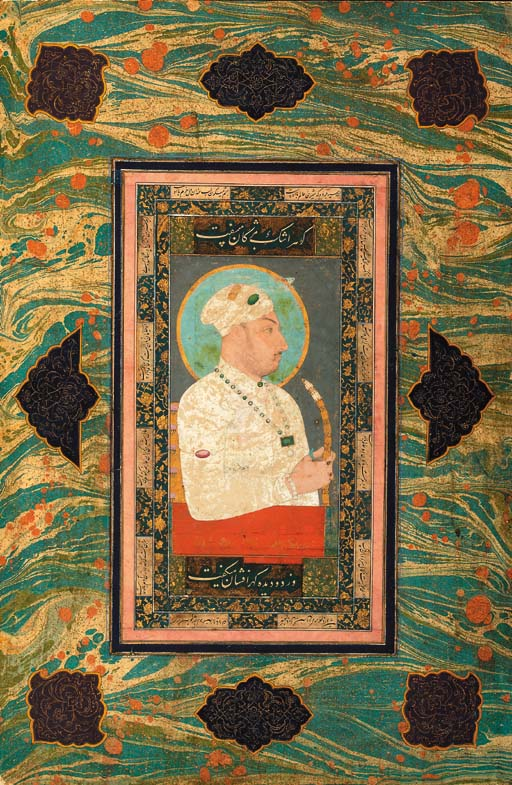
Muhammad Shah, miniatuurportret rond 1720-1730.

Raushan-Akhtar Muhammad Shah (Urdu: محمد شاه) (Ghazni, 17 augustus 1702 - Delhi, 26 april 1748) was padisjah ("keizer") van het Moghulrijk tussen 1720 en 1748. Tijdens zijn regering verloren de Mogols de laatste resten van hun macht over de westelijke Deccan, Malwa, Gujarat aan de Maratha's. De gouverneurs (subahdars) van Bengalen, Haiderabad, Sindh en Avadh erkenden de Mogolkeizer feitelijk alleen nog in naam. In 1739 volgde een verder dieptepunt, toen de Perzische veldheer Nader Sjah de Mogols versloeg en de keizer gevangen nam. De Perzische troepen plunderden de Mogolhoofdstad Delhi. Al het gebied ten westen van de Indus werd aan de Perzen afgestaan. Muhammad Shah lijkt volstrekt de verkeerde man geweest te zijn voor het moment. Hij wordt door tijdgenoten beschreven als een zachtaardige man die weinig interesse toonde in politiek, hoewel dat een maskerade kan zijn geweest om geen ruzie met de moordzuchtige hovelingen te krijgen. Hij was geïnteresseerd in de kunsten en aan zijn hof kwamen muziek, schilderkunst en dichtkunst weer tot bloei, na de sobere periode onder Aurangzeb. Muhammad Shah verving in 1723 het Perzisch als hoftaal door het Urdu, de taal van de bevolking van Hindoestan.

## Jeugd
Muhammad Shah werd geboren in 1702, tijdens de regering van Aurangzeb. Hij was de jongste zoon van prins Khujasta-Akhtar Jahan Shah en groeide op onder de naam Raushan-Akhtar. Zijn vader was zelf de vierde zoon van keizer Bahadur Shah I en diende tussen 1707 en 1712 als gouverneur van Malwa. Toen Bahadur Shah in 1712 stierf volgde een lange en bloedige strijd om de opvolging onder zijn zoons, waarin Khujasta-Akhtar de zijde van zijn broer Azim-us-Shan koos. Khujasta-Akhtar en diens oudste zoon sneuvelden in de strijd tegen een andere prins, Jahandar Shah. Deze wist de troon slechts 11 maanden te behouden alvorens hij verslagen werd door een andere pretendent. Het was in deze onzekere periode dat de broers Abdullah en Hussein Ali Khan Barha, bekend als de "syedbroeders" vanwege hun vermeende afstamming van de profeet, grote invloed over het Mogolhof wisten te verkrijgen. Ook de Maratha's mengden zich in de strijd. De syedbroers sloten een overeenkomst met de Marathi koning Shahuji. In ruil voor de erkenning van de Mogolkeizer als opperheer kregen de Maratha's het recht belasting te innen in de Deccan, Gujarat en Malwa.

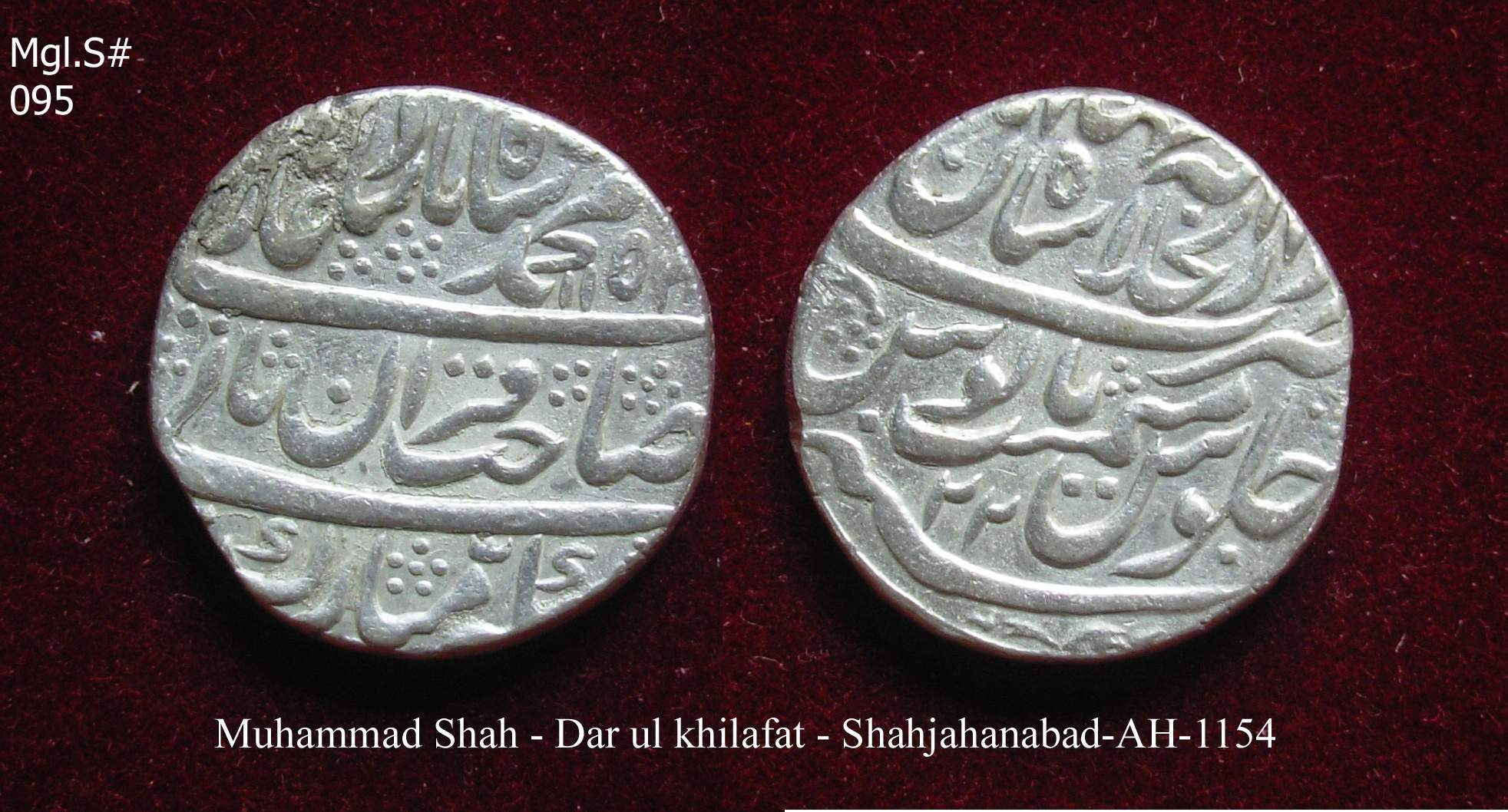
Zilveren roepie van Muhammad Shah, geslagen in "Shahjahanabad" (Delhi).

Nadat zijn vader verslagen was, werden de 10-jarige Muhammad Shah en zijn moeder gevangengezet. Tussen 1712 en 1719 zetten de syedbroers achtereenvolgens een serie marionetten op de troon, waarvan de meeste slechts kort keizer bleven. Uiteindelijk viel de beurt aan Muhammad Shah, die op 29 september 1719 gekroond werd. Zijn moeder kreeg een pensioen van 15 duizend roepies uitgekeerd, maar de syedbroers hielden de nieuwe padishah onder strenge controle. De jonge keizer wist zich echter met tegenstanders van de broers te alliëren, zoals Qamaruddin Khan Siddiqi, de nizam (onderkoning) van Haiderabad, en de vizier Muhammad Amin Khan Turani. In 1720 kwam de nizam in opstand. De in het complot betrokken hovelingen wisten de syedbroers zover te krijgen dat Hussain Ali Khan Barha samen met Muhammad Shah aan het hoofd van een leger naar de Deccan trok om de opstand neer te slaan. Onderweg werd Hussain Ali Khan Barha in zijn tent vermoord, waarna Muhammad Shah met zijn leger naar de nizam overliep. Gezamenlijk trokken ze op naar Delhi, waar Abdullah Khan Barha verslagen en gevangengenomen werd.
In december 1721 vond een dubbel huwelijk plaats van de keizer met zijn eerste twee vrouwen. Het was echter zijn derde vrouw, Udhambai, die zijn opvolger Ahmad Shah Bahadur ter wereld bracht. In totaal had Muhammad Shah vier vrouwen.

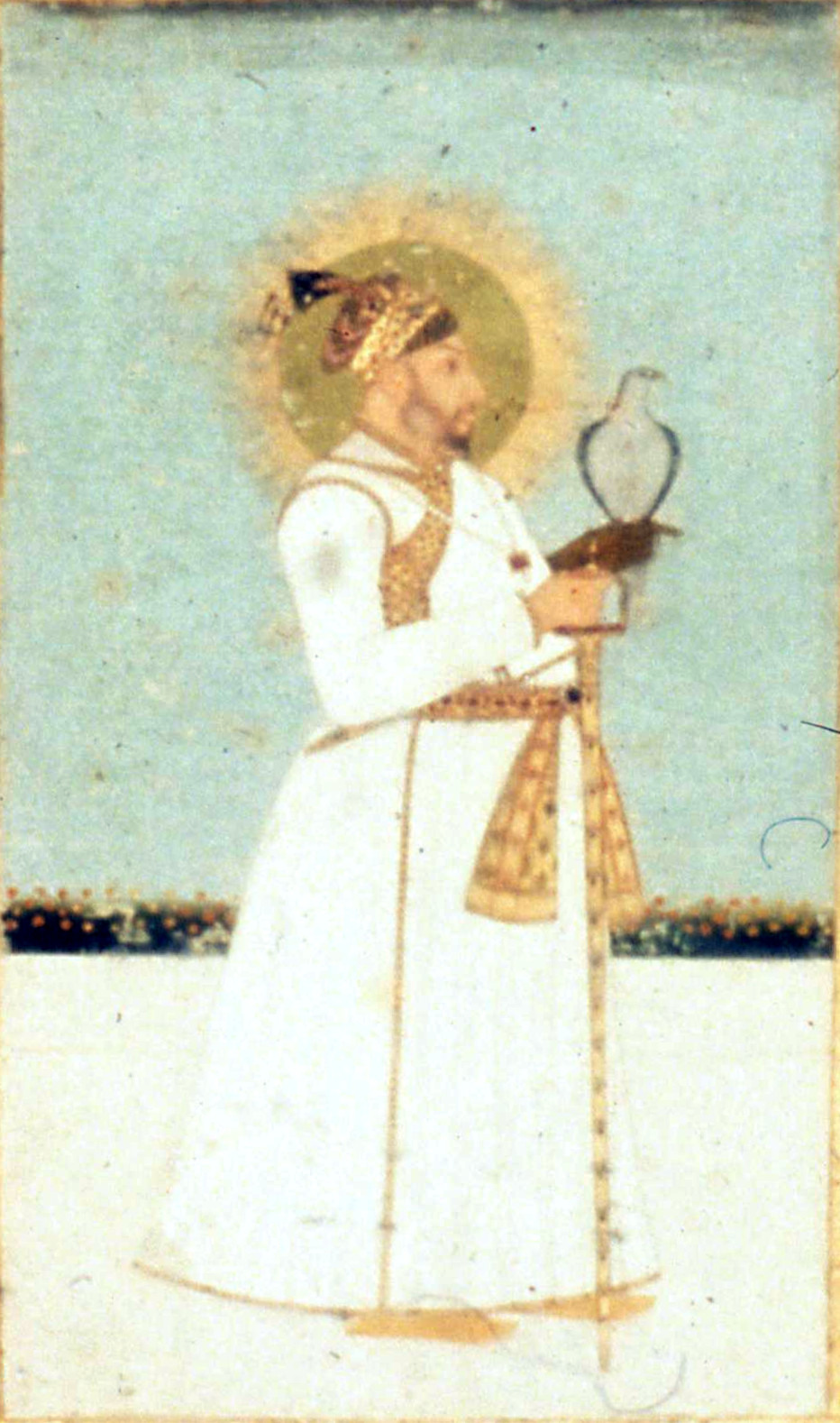
Keizer Muhammad Shah, laat-18e-eeuws miniatuur.

## Opstanden en oorlog tegen de Maratha's
Aanvankelijk werd Qamaruddin Khan tot vizier benoemd. Deze was vastberaden de voormalige macht van de grootmogol te herstellen, maar toen de jonge keizer zijn adviezen in de wind sloeg vertrok hij in 1724 teleurgesteld naar zijn provincie. Aldaar zou hij een onafhankelijke administratie opzetten en de keizer alleen in naam nog als opperheer erkennen. In de praktijk betekende dit dat Haiderabad (een provincie die het grootste deel van de oostelijke Deccan besloeg) verloren ging voor het Mogolrijk.
Muhammad Shah had echter al snel ernstiger militaire zorgen. In de Punjab kwamen ondertussen de sikhs in opstand tegen het gezag van de Mogols, en er waren opstanden in Bihar, gesteund door de koning van Bhutan, Mipham Wangpo. Zelfs op het hoogtepunt van hun macht hadden de Mogols grote moeite gehad de Rajputs te onderdrukken, en nu hun macht sterk was afgenomen hadden ze weinig invloed meer over Rajputana. Ajit Singh, de radja van Ajmer, wist zich met steun van de Maratha's van de Mogols te ontdoen. In het centrum van het rijk terroriseerden opstandige Jats onder Suraj Mal grote delen van het platteland rondom Agra en Mathura.
De belangrijkste dreiging kwam echter van de Maratha's, die hun invloed geleidelijk uitbreidden over het Indisch Schiereiland. In 1723 vielen ze Malwa binnen. Met de nizam van Haiderabad kwamen ze in 1731 tot een vredesverdrag, zodat ze zich op het noorden konden concentreren. In 1735 werd ook de provincie Gujarat op de Mogols veroverd. In 1736 bedreigden de Maratha's Mathura, slechts 140 km ten zuiden van Delhi, maar ze werden teruggedreven door een Mogolleger onder aanvoering van Saadat Ali Khan, de gouverneur van Avadh. In het volgende jaar wisten de Mogols de nizam te overtuigen zijn verdrag met de Maratha's te verbreken, zodat het zuidelijke front weer geopend werd. Een gecombineerd Mogolleger werd echter verslagen bij Bhopal en de terugkomst van de nizam naar het hof in Delhi veranderde niet veel aan de situatie. In het daaropvolgende jaar (1738) nam de peshwa Baji Rao, de aanvoerder van de Maratha's, Agra en Mathura in. Ten slotte bezette hij Delhi zelf, waar Muhammad Shah zich in het Rode Fort verschanste en machteloos moest toekijken hoe de Maratha's de stad plunderden. Baji Rao dwong de keizer hem tot gouverneur van Malwa te benoemen en hem 5 miljoen roepies te betalen. Het gebied ten zuiden van de Chambal werd permanent afgestaan aan de Maratha's.

## Perzische plundering van Delhi
De betrekkingen tussen de Perzen en de Mogols waren altijd hartelijk geweest. De Perzische koning Nadir Shah verzocht het Mogolhof dan ook om militaire steun, toen hij te maken kreeg met Afghaanse rebellen van de Ghilzaistam in de omgeving van Kandahar. De sjah verwachtte van de Mogols dat ze de Afghanen in het westen uit de Indusvallei en Kabul verdreven, zodat ze omsingeld werden. Muhammad Shah kon de toegezegde steun echter niet leveren. De lokale bestuurders in het noordwesten van zijn rijk sympathiseerden namelijk met de Afghanen en weigerden deze te bevechten. Dit wekte de woede van Nadir Shah.
Vanwege het conflict met de Maratha's hadden de Mogols geen mankracht over om het noordwesten te verdedigen. Nadir Shah nam in 1738 achtereenvolgens Ghazni (mei), Kabul (juni) en Jalalabad (september) in, om in januari 1739 Lahore te veroveren. Vervolgens trok hij Hindoestan binnen, om het Mogolleger in de Slag bij Karnal te verslaan. Muhammad Shah had geen andere keus dan troonsafstand te doen en zich over te geven aan de sjah. Op 26 februari trok Nadir Shah zij aan zij met zijn gevangene Delhi binnen.
Nadir Shah behandelde zijn gevangene met alle respect. De situatie liep echter uit de hand nadat de bevolking van de stad de Perzische soldaten aanviel. Nadir Shah gaf daarop het bevel de stad te plunderen en uit te moorden. Muhammad Shah, zijn vizier Qamaruddin Khan Bahadur en de nizam van Haiderabad smeekten de sjah het bloedvergieten te stoppen. Daarmee ging Nadir Shah pas akkoord toen hem een gigantische buit werd beloofd. In ruil kroonde Nadir Shah, die inmiddels inzag dat hij onvoldoende troepen had om Hindoestan te beheersen, Muhammad Shah opnieuw tot padishah op 12 mei. Al het gebied ten westen van de Indus kwam in het akkoord echter aan de Perzen toe. Overladen met de schatten van het Mogolhof, waaronder de legendarische pauwentroon van Shah Jahan en de enorme diamanten Koh-i-Noor en Darya-ye Noor, keerde Nadir Shah terug naar Perzië. Als onderdeel van het akkoord ging Muhammad Shahs dochter Jahan Afruz Banu mee, om te huwen met Nadir Shahs zoon.

## Latere jaren
Door de nederlagen tegen de Maratha's en Perzen was het gezag van de Mogols verdwenen. In naam bleef Muhammad Shah dan wel opperheer in grote delen van India, maar in de praktijk was zijn macht beperkt tot het westen van Hindoestan, een klein gebied rondom Agra en Delhi. De nawabs van Avadh en Bengalen, die niet in staat waren gebleken de Mogol voldoende militaire steun te leveren, trokken zich na 1739 weinig meer van bevelen vanuit Delhi aan. Alivardi Khan, de nawab van Bengalen, verklaarde zich in 1740 onafhankelijk. Ook de gouverneur van Sindh, Nur Muhammad Kalhoro, trok zich weinig van Muhammad Shah aan en bleef de Perzen ondanks het akkoord bevechten. De nizam van Haiderabad, Qamaruddin Khan Siddiqi, verliet het hof weer na de aftocht van de Perzen. Hij liet zijn oudste zoon Ghaziuddin Khan achter aan het Mogolhof.
Na de dood van Nadir Shah in 1747 verklaarde de Afghaanse veldheer Ahmad Shah Durrani zich onafhankelijk. Hij viel India binnen in 1748 maar werd bij Sirhind verslagen door een gezamenlijk leger van de nawabs en Muhammad Shahs oudste zoon en latere opvolger, Ahmad Shah Bahadur. In de slag sneuvelde Muhammad Shahs vizier en vriend, Qamaruddin Khan. Toen Muhammad Shah dit nieuws ontving raakte dit hem zodanig, dat hij ernstig ziek werd. Omdat hij weigerde te eten verslechterde zijn toestand verder, zodat hij uiteindelijk overleed op 26 april 1748.
Babur · Humayun · Akbar · Jahangir · Shah Jahan · Aurangzeb 
Bahadur Shah I · Jahandar Shah · Farrukhsiyar · Rafi Ul-Darjat · Shah Jahan II · Muhammad Shah · Ahmad Shah Bahadur · Alamgir II · Shah Alam II · Akbar Shah II · Bahadur Shah II